# Kaleb Canales
Victor Kaleb Canales (Laredo, 7 luglio 1978) è un allenatore di pallacanestro statunitense.

## Carriera
Nel 2004 è entrato a far parte dello staff dei Blazers, in qualità di coordinatore video. Nel 2009 è divenuto assistente allenatore, e nel 2012 è subentrato a Nate McMillan sulla panchina della squadra.